# シークレット・インベージョン
「シークレット・インベージョン」（"Secret Invasion"）は、マーベル・コミックにより2008年4月から12月にかけて展開されたクロスオーバーストーリーである。主要となる全8号の同名のリミテッド・シリーズと複数の関連タイトルが出版された。
このストーリーでは、変身能力を持つ異星人スクラルによる地球侵略が描かれる。これにより、過去数年にわたってスクラルが秘密裏にマーベル・ヒーローたちにすり替わっていたことが明らかとなった。マーベルの宣伝文句は「君は誰を信じるか?」（"Who do you trust?"）だった。

## 製作と宣伝
脚本のブライアン・マイケル・ベンディスはインタビューで、侵略の動機はアナイアレーションの展開でスクラル帝国が壊滅したことにあると述べた。またベンディスは、スクラルたちは地球が自分たちのものであると信じているのだと述べ、ヒントは『シークレット・ウォー』や『ニューアベンジャーズ』の創刊号にあると語った。ベンディスはこのリミテッド・シリーズの筋を「a hell of an end」と結論付けている。
2007年11月時点で、いくつかのオンゴーイング・タイトルとミニシリーズで『シークレット・インベージョン』とのタイアップが展開された。主要なストーリーに加え、アベンジャーズのタイトルでは物語が補足され、タイトル間のリンクとして機能した。また、他のマーベルタイトルではキャラクターがスクラルとして描かれているカバーが使われた。
マーベルのウェブサイトでは『シークレット・インベージョン・プロローグ』（未知のスクラル・エージェントが成り替わるのを描く7ページのコミック）と『シークレット・インベージョン: ホーム・インベージョン』（キンゼー・ウォルデンという若いティーンエイジャーが彼女の兄弟の奇行に恐怖するMySpaceビデオブログを描く）という題の2作のオンライン・コミックが公開された。脚本はイワン・ブランドン、画はニック・ポスティックである。

## あらすじ
クリー・スクラル・ウォーの後、地球のヒーローたち（アイアンマン、ミスター・ファンタスティック、ネイモア、ブラックボルト、チャールズ・エグゼビア教授、ドクター・ストレンジ）はスクラルに対抗するためにイルミナティという名のグループを結成した。彼らはスクラル帝国を攻撃し、地球侵略を防ごうとするが、一度全員捕まってしまい、逃げ出す前にDNAを採取された。
後にスクラルの王座に就くヴィランケ姫は、故郷崩壊の予言を信じており、現在皇帝のドレックは宗教の過激派たちを刺激しないよう、流刑星に彼女を追放した。やがて宇宙的存在であるギャラクタスによってスクラル・スローンワールドが壊滅させられると、ヴィランケは女王となり、イルミナティを研究して得たスーパーヒューマンの知識を武器に地球侵略へ踏み切った。スクラルたちは幾名かのスーパーヒューマンたちを捕え、スパイダーウーマンに化けるヴィランケと共に地球人社会へ侵入した。しかしながらヴィランケは、ラフト刑務所からヴィラン達が脱獄する事件に出くわし、やむを得ずニューアベンジャーズに加わることとなった。
またスクラルは侵略前に地球のヒーローたちと何度か小競り合いをしていた。忍者軍団ハンドのリーダーのエレクトラがニューアベンジャーズとの戦いで死亡した後、彼女はパゴンというスクラルの変装であったことが明らかになった。スパイ組織S.H.I.E.L.D.のエージェントに化けていたスクラルは、殺される前にサヴェッジ・ランドでヴィブラニウム金属を盗掘し、ニューアベンジャーズと戦っていた。イルミナティは新たな力を手に入れたスーパースクラル3体（そのうち1体はブラック・ボルトに擬態）と戦った。
サヴェッジ・ランドへの宇宙船墜落を合図にスクラルが侵略を開始し、一斉攻撃によりS.H.I.E.L.D.が無力化するとヒーローたちは混乱した。ヘリキャリアーは墜落し、ラフト刑務所からヴィラン達が脱獄し、ファンタスティック・フォーのバクスター・ビルディングではネガティヴ・ゾーンが解放され、サンダーボルツ本部のサンダーボルト・マウンテンは攻撃された。さらにアベンジャーズはサヴェッジ・ランドでヒーローに擬態したスクラルの攻撃を受け、そして擬態の秘密を解き明かしたリード・リチャーズはスクラル・クリティ・ノル（ヘンリー・ピムに擬態）によって重傷を負わされた。
マンハッタンやサヴェッジ・ランドでの地球のヒーローとスクラルの戦いの後、ミスター・ファンタスティックは異星人検出装置を開発した。また、犯罪者たちの大物のフッドは「地球が無くなればビジネスに悪影響がある」としてヒーローを支援した。そしてニューヨークのヴェランケ軍と再編成されたアベンジャーズ（ニック・フューリーの新たな兵士たち、ソー、デアデビル、カイ・ザー、ヤング・アベンジャーズ、サンダーボルツ）の最終決戦が始まった。
最終決戦ではヴェランケはホークアイによって傷つけられた。クリティ・ノルはワスプに仕込んでおいた罠を発動させ、人間爆弾にしたが、ソーが彼女を殺害することで爆破は防がれた。そしてついにヴェランケもデッドプールが手に入れた情報を横取りしたノーマン・オズボーンによって殺害された。その後アイアンマンが囚われていたヒーローたちの居場所を見つけて救出し、スクラル艦隊の残りは破壊された。最後のスクラル（アベンジャーズの執事のエドウィン・ジャービスに擬態）がルーク・ケイジの子供と共に逃げている間、一連の事件で信用を失ったS.H.I.E.L.D.はアメリカ合衆国大統領の命令で解体された。そしてルーク・ケイジの子供が返されたすぐ後、このスクラルはブルズアイによって殺された。ノーマン・オズボーンはS.H.I.E.L.D.に代わって新たにH.A.M.M.E.R.を組織し、さらに自身とエマ・フロスト、ネイモア、ドクター・ドゥーム、フッド、ロキから成る新たな秘密組織を結成し、『ダークレイン』へと続いた。

## 関連号

### Secret Invasion: The Infiltration
- Avengers: The Initiative Annual #1
- Captain Marvel vol. 6, #3-5
- The Mighty Avengers #7
- Ms. Marvel vol. 2, #25-27
- The New Avengers #38-39
- The New Avengers: Illuminati #5

### Secret Invasion
以下の号が『シークレット・インベージョン』とタイアップされた:
| - Avengers: The Initiative #14-19 - Black Panther vol. 4, #39-41 - Captain Britain and MI: 13 #1-4 - Deadpool vol. 4, #1-3 - Guardians of the Galaxy vol. 2, #4-6 - Incredible Hercules #117-120 - Iron Man: Director of S.H.I.E.L.D. #33-35 - Marvel Spotlight: Secret Invasion Saga #1 - The Mighty Avengers #12-20 - Ms. Marvel vol. 2, #28-30 - New Avengers #40-47 - New Avengers: Illuminati #5 - New Warriors vol. 4, #14-15 - Nova vol. 4, #16-18 - Punisher War Journal #24-25 | - Secret Invasion: The Amazing Spider-Man #1-3 - Secret Invasion: Aftermath Beta Ray Bill: The Green of Eden #1 - Secret Invasion: Dark Reign #1 - Secret Invasion: Fantastic Four #1-3 - Secret Invasion: Front Line #1-5 - Secret Invasion: Inhumans #1-4 - Secret Invasion: Requiem #1 - Secret Invasion: Runaways/Young Avengers #1-3 - Secret Invasion: Thor #1-3 - Secret Invasion: Who Do You Trust? (one-shot) - Secret Invasion: X-Men #1-4 - She-Hulk vol. 2, #31-33 - Skrulls! (one-shot) - Thunderbolts #122-125 - X-Factor vol. 3, #33-34 |  |

## コレクテッド・エディション
ストーリーはトレードペーパーバックにまとめられた:
| タイトル                                           | 収録内容 | ISBN              |
| -------------------------------------------------- | --- | ----------------- |
| Secret Invasion: The Infiltration                  | Fantastic Four #2, New Avengers: Illuminati #1 and 5, New Avengers #31-32 and 38-39, Mighty Avengers #7, Avengers: The Initiative Annual #1 | 0-7851-3231-7     |
| Secret Invasion                                    | Secret Invasion #1-8 | 0-7851-3297-X     |
| Secret Invasion: Home Invasion                     | Secret Invasion: Home Invasion #1-8 | 978-0-7851-3557-9 |
| Secret Invasion: Front Line                        | Secret Invasion: Front Line #1-5 | 0-7851-3377-1     |
| Secret Invasion: Who Do You Trust?                 | Secret Invasion: Who Do You Trust?, Secret Invasion Saga, Skrulls!, Marvel Spotlight: Secret Invasion                                       | 0-7851-3409-3     |
| Secret Invasion: Amazing Spider-Man                | Secret Invasion: The Amazing Spider-Man 1-3, Amazing Spider-Man Annual 2008                                                                 | 0-7851-3270-8     |
| Avengers: The Initiative Volume 3: Secret Invasion | Avengers: The Initiative #14-19 | 0-7851-3150-7     |
| Black Panther: Secret Invasion                     | Black Panther #39-41 | 0-7851-3397-6     |
| Captain Britain and MI13 Volume 1: Secret Invasion | Captain Britain and MI13 #1-6 | 0-7851-3344-5     |
| Captain Marvel: Secret Invasion                    | Captain Marvel #1-5, Civil War: The Return                                                                                                  | 0-7851-3303-8     |
| Deadpool Volume 1: Secret Invasion                 | Deadpool #1-5 | 0-7851-3273-2     |
| Secret Invasion: Fantastic Four                    | Secret Invasion: Fantastic Four #1-3, Fantastic Four #300 and 357                                                                           | 0-7851-3247-3     |
| Incredible Hercules: Secret Invasion               | Incredible Hercules #116-120 | 0-7851-3333-X     |
| Secret Invasion: Inhumans                          | Secret Invasion: Inhumans #1-4 | 0-7851-3248-1     |
| Mighty Avengers Volume 3: Secret Invasion, Book 1  | Mighty Avengers #12-15 | 0-7851-3009-8     |
| Mighty Avengers Volume 4: Secret Invasion, Book 2  | Mighty Avengers #16-20 | 0-7851-3649-5     |
| Ms Marvel Volume 5: Secret Invasion                | Ms Marvel #25-30 | 0-7851-3019-5     |
| New Avengers Volume 8: Secret Invasion, Book 1     | New Avengers #38-42 | 0-7851-2946-4     |
| New Avengers Volume 9: Secret Invasion, Book 2     | New Avengers #43-47 | 0-7851-2948-0     |
| Secret Invasion: New Warriors                      | New Warriors #14-20 | 978-0-7851-3176-2 |
| Punisher War Journal Volume 5: Secret Invasion     | Punisher War Journal #24-26 and Annual #1                                                                                                   | 0-7851-3148-5     |
| Secret Invasion: Runaways/Young Avengers           | Secret Invasion: Runaways/Young Avengers #1-3                                                                                               | 0-7851-3266-X     |
| Secret Invasion: Thor                              | Secret Invasion: Thor #1-3, Thor #142 | 0-7851-3426-3     |
| Thunderbolts Volume 3: Secret Invasion             | Thunderbolts #122-125, Breaking Point, International Incident, Reason in Madness                                                            | 0-7851-2394-6     |
| Secret Invasion: War Machine                       | Iron Man: Director of S.H.I.E.L.D. #33-35, Iron Man #144                                                                                    | 0-7851-3455-7     |
| X-Factor Volume 6: Secret Invasion                 | X-Factor #33-38, She-Hulk #31 | 0-7851-2865-4     |
| Secret Invasion: X-Men                             | Secret Invasion: X-Men #1-4 | 0-7851-3343-7     |
| She Hulk Volume 8: Secret Invasion                 | She-Hulk #31-33, X-Factor #34-35 | 0-7851-3180-9     |
| Nova Volume 3: Secret Invasion                     | Nova #13-18 | 0-7851-2662-7     |

### 日本語版
日本語版はヴィレッジブックスより出版された。
| タイトル                                               | 収録内容               | 翻訳者             | ISBN           |
| ------------------------------------------------------ | ---------------------- | ------------------ | -------------- |
| シークレット・インベージョン                           | Secret Invasion #1-8   | 石川裕人、今井亮一 | 978-4864910866 |
| ニューアベンジャーズ: シークレット・インベージョン     | New Avengers #38-47    | 秋友克也、今井亮一 | 978-4864911191 |
| マイティ・アベンジャーズ: シークレット・インベージョン | Mighty Avengers #12-20 | 秋友克也、坪野圭介 | 978-4864911252 |

## 別世界のバージョン

### アース3290
この世界では地球はスクラルに降伏した。